# Цзэн Чжэ
Зак Цзэн (англ. Zack Zeng; род. 30 сентября 1972 года, Гуанчжоу, Гуандун, КНР — 11 сентября 2001 года, Нью-Йорк, США), также известный под своим китайским именем Цзэн Чжэ (кит. трад. 曾喆, пиньинь Zēng Zhé) — американский банкир китайского происхождения и доброволец-медик неотложной помощи, известным тем, что оказывал помощь раненым на месте терактов 11 сентября в Нью-Йорке, где он погиб.

## Ранняя жизнь и карьера
Цзэн родился в 1972 году в Гуанчжоу. Учился в средней школе №1 Гуанчжоу. В 1988 году вместе с родителями эмигрировал в США. В 1998 году получил степень бакалавра и магистра делового администрирования в Рочестерском университете. В том же году начал работать помощником казначея в подразделении депозитов банка Нью-Йорка. В свободное время работал волонтёром в службе скорой помощи в Брайтоне, штат Нью-Йорк.

## Теракты 11 сентября
11 сентября 2001 года Цзэн находился в своём офисе в здании Банка Нью-Йорка по адресу 101 Барклай-стрит, когда в 9:59 утра Южная башня Всемирного торгового центра обрушилась после того, как в 9:03 утра в неё врезался рейс 175 авиакомпании United Airlines. В результате этого инцидента Цзэн и другие сотрудники Банка Нью-Йорка были вынуждены эвакуироваться из-за близости здания к Всемирному торговому центру.

Цзэн (слева) оказывает помощь пострадавшему на месте Всемирного торгового центра во время теракта 11 сентября. Этот кадр, снятый телеканалом WNYW-TV Fox 5, является последним известным изображением Цзэна.

После обрушения Южной башни Цзэн, обладая опытом работы фельдшером, собрал медицинские принадлежности из своего офиса и сообщил коллегам, что направляется к месту происшествия в Всемирном торговом центре, чтобы помочь спасателям и пострадавшим. Он позвонил матери и сказал, что у него всё в порядке и что он собирается спасать людей, что стало его последними словами к ней. По прибытии на место происшествия он был замечен вместе с пожарными, которые помогали двум пострадавшим женщинам добраться до безопасного места. Его также показали в новостях WNYW-TV Fox 5, где он оказывал экстренную помощь на месте.
Цзэн погиб, когда в 10:28 утра обрушилась Северная башня Всемирного торгового центра.

## Влияние

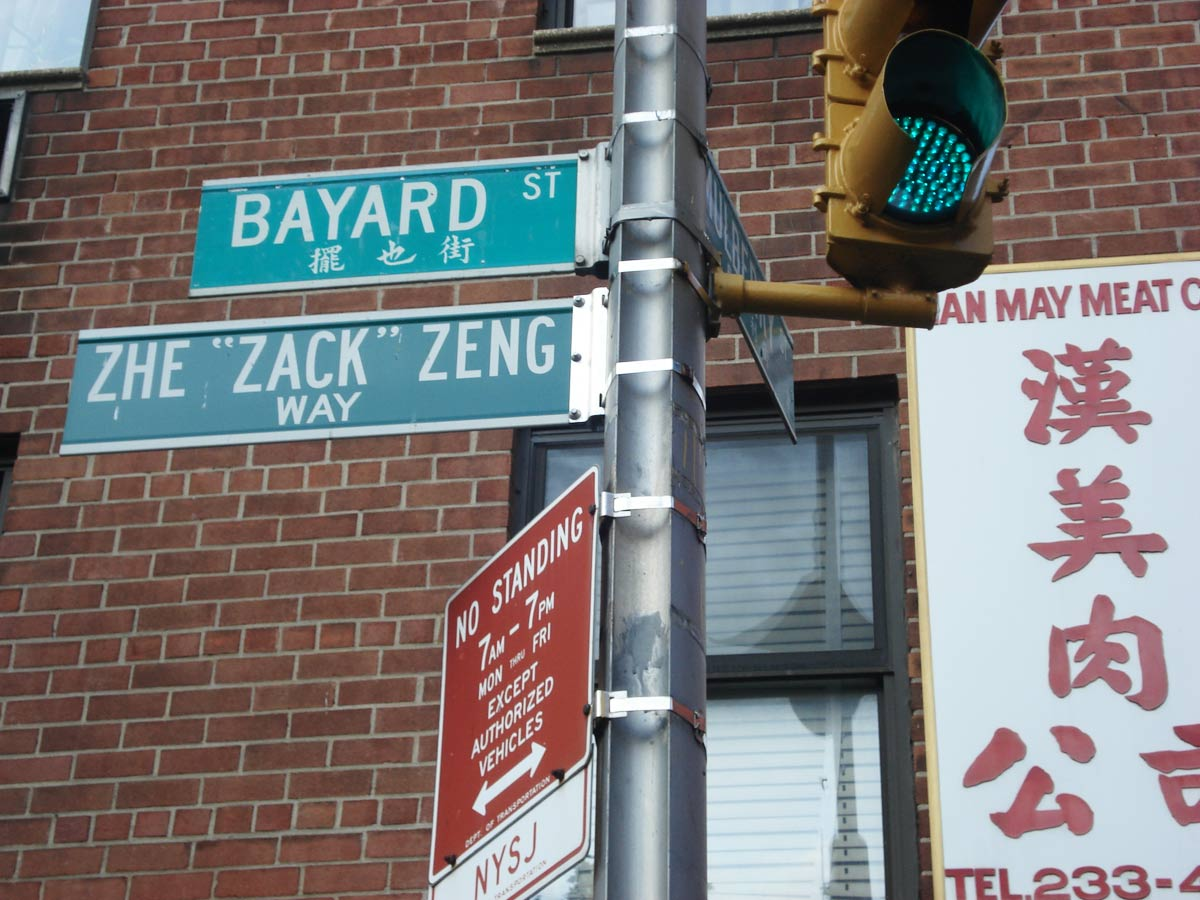
Чжэ «Зак» Цзэн Уэй на пересечении Баярд-стрит и Малберри-стрит в Чайнатауне, Нью-Йорк

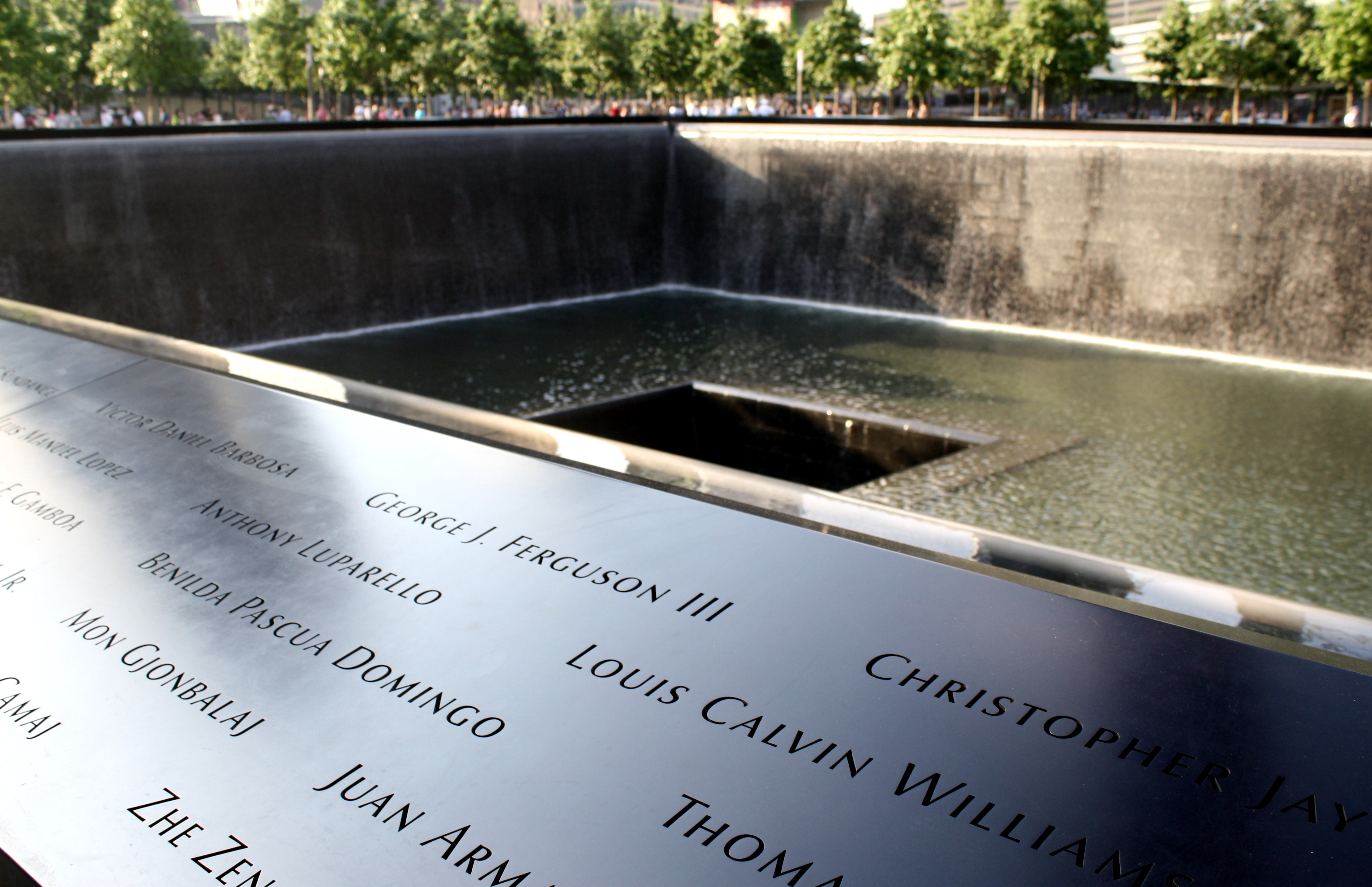
Панель S-37 Национального мемориала 11 сентября, на которой увековечено имя Цзэн Чжэ

В мае 2002 года губернатор Нью-Йорка Джордж Патаки посмертно наградил его грамотой благодарности. Останки Цзэна были обнаружены 18 мая 2002 года, а его похороны прошли 7 сентября 2002 года в китайском квартале Нью-Йорка. На церемонии присутствовало более 100 человек, включая генерального консула Китая в Нью-Йорке Чжан Хунси. Тимоти Кирни, представитель Банка Нью-Йорка, объявил, что банк посвятит один из своих конференц-залов памяти Цзэна и будет ежегодно собирать средства для добровольной скорой помощи Брайтона. Поминальные службы в честь Цзэна также прошли в начальной школе Фэнцин Шоуюэ и его альма-матер — средней школе №1 в Гуанчжоу, где ученикам рассказывали о его поступках. Его пережили старший брат Цзэн Шэнь и мать Цэнь Цзяосянь.
В декабре 2003 года Совет сообщества Манхэттена №3 принял решение назвать один из блоков на Бейард-стрит в китайском квартале Нью-Йорка в честь Чжэ «Зака» Цзэна. В 2016 году бригада добровольной скорой помощи Брайтона посвятила один из своих автомобилей скорой помощи в его честь.
Мемориальная доска в честь Цзэна установлена на террасе бизнес-школы Саймона при Рочестерском университете. В Национальном мемориале 11 сентября Цзэн увековечен в южном бассейне, на панели S-37.